# Бурдин, Леонид Владимирович
Леонид Владимирович Бурдин — советский хозяйственный, государственный и политический деятель, Герой Социалистического Труда.

## Биография
Родился в 1932 году в деревне Борщёво. Член КПСС.
С 1947 года — на хозяйственной, общественной и политической работе. В 1947—1997 гг. — колхозник в деревне Борщёво, слесарь-монтажник на строительстве ТЭУ-12 в Москве, военнослужащий на корабле типа «эсминец» Черноморского флота, проходчик на шахте в Донбассе, бригадир, председатель, заместитель председателя, бригадир полеводов колхоза «Ленинский путь» Унечского района Брянской области.
Указом Президиума Верховного Совета СССР от 11 декабря 1973 года присвоено звание Героя Социалистического Труда с вручением ордена Ленина и золотой медали «Серп и Молот».
Делегат XXV съезда КПСС.
Умер в Унечском районе в 2003 году.